# تيرانس ماكيني
تيرانس ماكيني (بالإنجليزية: Terrance McKinney؛ مواليد 15 سبتمبر 1994) هو مُقاتل فنون قتالية مختلطة أمريكي.

## وصلات خارجية
- تيرانس ماكيني على موقع يو إف سي (الإنجليزية)
- تيرانس ماكيني على موقع شيردوغ (الإنجليزية)
- تيرانس ماكيني على موقع Tapology.com (الإنجليزية)